# Nesocaryum stylosum
Nesocaryum es un género monotípico de plantas con flores perteneciente a la familia Boraginaceae. Su única especie: Nesocaryum stylosum, es originaria de Chile donde se encuentra en la Isla de San Ambrosio.

## Taxonomía
Nesocaryum stylosum fue descrito por (Phil.) I.M.Johnst. y publicado en Contributions from the Gray Herbarium of Harvard University 78: 74. 1927.
Sinonimia
- Heliotropium stylosum Phil.